# Екатериновка (Бузулукский район)
Екатериновка — село в Бузулукском районе Оренбургской области. Входит в состав сельского поселения Державинский сельсовет.

## География
Расположено на правом берегу реки Кутулук (приток Большого Кинеля). Удалённость от районного центра и ближайшей ж/д станции — 75 км.

## История
Основано в 1781 году Г. Р. Державиным, названо в честь его первой жены Екатерины Яковлевны Бастидон.

## Население
| 2003 | 2010 |
| ---- | ---- |
| 212  | ↘159 |

Национальный состав
По данным Всероссийской переписи населения 2010 года:
| № | Национальность | Численность, чел. | Доля |
| - | -------------- | ----------------- | ---- |
| 1 | русские        | 154               | 97 % |
| 2 | другие         | 5                 | 3 %  |